# Tatort: Zahltag (2016)
Zahltag ist ein Fernsehfilm aus der Fernseh-Kriminalreihe Tatort der ARD, des ORF und des SRF, der am 9. Oktober 2016 erstmals gesendet wurde. Es ist die 996. Folge der Tatort-Reihe und der neunte Fall der Ermittler Faber, Bönisch, Dalay und Kossik.

## Handlung
Der Präsident des Dortmunder Motorrad-Clubs „Miners“ Thomas Vollmer wird von seinem Stellvertreter Luan Berisha aus dem Gefängnis abgeholt. Gleichzeitig wird Club-Kollege Ralf Nowak auf seinem Motorrad absichtlich von einem Geländewagen angefahren. Einer der unmaskierten Täter raubt dessen Rucksack. Bei der anschließenden Schießerei wird Nowak exekutiert, ein Passant getötet sowie eine Frau schwer verletzt. Die Ermittlungen führen die vier Dortmunder Kommissare Peter Faber, Martina Bönisch, Nora Dalay und Daniel Kossik zum berüchtigten Rockerclub, der tief im Drogenmilieu steckt. Faber streut gezielt Misstrauen unter den Clubmitgliedern.
Einer der Täter, der Libanese Akif Jasar, kann recht schnell identifiziert werden. Er wird von Bönisch und Faber gemeinsam mit Gezim Dushku tot in einer Garage aufgefunden. Dalay und Kossik begeben sich im Hafen zum Büro der Firma „Soltanino Bau“, da Nowak während seiner Kurierfahrt mit der Firma telefoniert hatte. Allerdings ist das Gebäude bis auf einen Schreibtisch mit Telefon verlassen. Der betagte Giuseppe Malfatti, eingetragener Geschäftsführer der Soltanino Bau, dient nur als Strohmann. Dahinter steckt der Mafioso Francesco Piti, der ein florierendes Schwarzgeld-Geschäftsmodell entwickelt hat und sich kurze Zeit später mit Luan Berisha von den „Miners“ trifft, die das Schwarzgeld transportieren. Piti spielt das Unschuldslamm. Luan Berisha hatte den Auftrag an die beiden Libanesen gegeben und sein Scherge Mike Kisch diese in der Garage ermordet.
Parallel zu den Ermittlungen im Rockermilieu werden die Kommissare von Johannes Pröll von der Dienstaufsicht vernommen. Pröll bearbeitet die Dienstaufsichtsbeschwerde, die Kossik knapp ein Jahr zuvor nach den Ereignissen in der Episode Tatort: Kollaps gegen seinen Vorgesetzten Faber gestellt hat. Pröll stellt das Verfahren mit einem Verweis ein.

## Hintergrund
Der Tatort Zahltag wurde vom 16. Februar 2016 bis zum 17. März 2016 in Dortmund gedreht. Die Premiere fand am 10. August 2016 im Open-Air-Kino vor der Seebühne im Westfalenpark in Dortmund statt.

## Rezeption

### Kritiken
„Wie dicht die Szenen in diesem ‚Tatort‘ gesponnen sind! Wie viel Raum für Ambivalenzen hier ist! Und wie elegant die Erzählfäden aus älteren Episoden aufgegriffen werden! Stammautor Jürgen Werner und Regisseur Thomas Jauch hatten schon gemeinsam die ersten beiden Faber-'Tatorte' gedreht, jetzt kehren sie zu einigen eingeführten Motiven zurück.“

„Der Tatort aus Dortmund ist als 'Serie in der Serie' konzipiert, man fühlt sich dort der Kunst des horizontalen Erzählens verpflichtet. Weil aber auch der Fortgang des Rockerdramas höchste Konzentration verlangt, wird ein Teil des Publikums irgendwann im Kurznachrichtendienst Botschaften voller Enttäuschung und Verlorenheit posten. Wer die Dortmunder Ermittler allerdings länger kennt und mag, wird beeindruckt sehen, dass jeder Charakter inzwischen gewachsen ist, trotz der Regentschaft des irren Chefs Peter Faber. Oder gerade deshalb.“

### Einschaltquoten
Die Erstausstrahlung von Zahltag am 9. Oktober 2016 wurde in Deutschland von 8,36 Millionen Zuschauern gesehen und erreichte einen Marktanteil von 23,3 % für Das Erste.